# أليكس آرثر
أليكس آرثر (بالإنجليزية: Alex Arthur) مواليد 26 يونيو 1978 في إدنبرة، هو ملاكم اسكتلندي سابق صنّف ضمن فئة وزن خفيف الوسط. حقق بطولة منظمة الملاكمة العالمية.

## إحصائيات
خاض خلال مسيرته 34 نزالا، فاز في 31 وخسر في 3. فاز بالضربة القاضية في 21 نزالا.

## روابط خارجية
- أليكس آرثر على موقع بوكس ريك (الإنجليزية) (registration required)
- أليكس آرثر على موقع اتحاد ألعاب الكومنولث (مؤرشف) (الإنجليزية)